# I remain
I remain (ik blijf) is het vijfde muziekalbum van The Glimmer Room. Andy Condon nam het album op in zijn eigen geluidsstudio Condon is het enige lid van The Glimmer Room. Het album besteedde aandacht aan de Kernramp van Tsjernobyl in de hoedanigheid van de gevolgen daarvan. Het is gebaseerd op een fotorapportage van Timm Suess. De muziek geeft de extreme verlatenheid van de streek weer. Het is als Brian Eno's albums, rustig voortkabbelende muzikale lijnen, zonder enige ophef. Het album sluipt met motregenachtige geluiden de geluidsboxen uit.
Het album ging vergezeld van een dvd-single.

## Muziek
Er zit geen pauze tussen de diverse tracks.

| Nr. | Titel      | Duur |
| --- | ---------- | ---- |
| 1.  | I remain 1 | 3:48 |
| 2.  | I remain 2 | 6:55 |
| 3.  | I remain 3 | 4:58 |
| 4.  | I remain 4 | 9:41 |
| 5.  | I remain 5 | 1:39 |
| 6.  | I remain 6 | 3:06 |
| 7.  | I remain 7 | 2:19 |
| 8.  | I remain 8 | 1:14 |
| 9.  | I remain 9 | 8:08 |

## Musici
- Andy Condon - synthesizers, elektronica